# Dierlijk product
Een dierlijk product is een product van dierlijke afkomst.
Dierlijke producten hebben een veelheid aan toepassingen, als voedsel, doch ook voor de vervaardiging van voorwerpen en textiel. Daarnaast vormen sommige delen van dieren een grondstof voor de procesindustrie en de farmaceutische industrie. Veganisten vermijden het gebruik van dierlijke producten. 
Onder meer de volgende dierlijke producten komen voor:
- Delen van dieren
  - Vlees en vleesproducten
  - Dierlijke vetten en oliën
  - Vis en visproducten; ook: weekdieren, schaaldieren en dergelijke
  - Beenderen en beenderproducten; tanden, hoornachtige delen en producten daaruit
  - Huiden, pelsen en producten daarvan
  - Bloed, organen en dergelijke
  - Haren, veren en producten daaruit, zoals wol
  - Diermeel, vismeel en dergelijke
- Zuivelproducten
  - Melk en de producten daaruit
  - Eieren
  - Honing en de producten daaruit
- Andere door dieren vervaardigde producten
  - Natuurwas
  - Mest
  - Schelpen
  - Zijde

Los van deze indeling kan een classificatie worden gemaakt naar herkomst:
- Gekweekte dieren: veehouderij, viskwekerij, imkerij
- In het wild gevangen dieren: Jacht en visserij